# Conus recluzianus
Conus recluzianus е вид охлюв от семейство Conidae. Видът не е застрашен от изчезване.

## Разпространение и местообитание
Разпространен е в Австралия (Западна Австралия, Куинсланд и Северна територия), Бангладеш, Индия (Андхра Прадеш, Ориса и Тамил Наду), Малайзия (Западна Малайзия), Мианмар, Нова Каледония, Папуа Нова Гвинея, Провинции в КНР, Сингапур, Соломонови острови, Тайван, Тайланд, Филипини, Шри Ланка и Япония.
Обитава пясъчните дъна на морета. Среща се на дълбочина около 114,5 m, при температура на водата около 21,4 °C и соленост 35,6 ‰.